# Heinrich I. von Schwalenberg
Heinrich I. von Schwalenberg († 1279) war ab 1243 Graf von Sternberg.
Er stammte aus dem Geschlecht der Grafen von Schwalenberg. Seine Eltern waren Graf Volkwin IV. von Schwalenberg und dessen Frau Ermengardis.
Heinrich erbaute Neu-Sternberg und nannte sich seit 1243 danach. Das Gebiet umfasste den Tilithigau mit Barntrup, Alverdissen, Bösingfeld, Salzuflen und anderen Orten.
Nur als Vogt von Herford und Möllenbeck hatte er gewissen Einfluss. So schlichtete er 1257 zum Beispiel in einem Bistumsstreit in Osnabrück zu Gunsten von Bischof Bruno von Isenberg. Ansonsten sank er auf ein bedeutungsloses Niveau und führte viele sinnlose Fehden.

## Ehe und Nachkommen
Er heiratete eine Tochter des Grafen Heinrich II. von Woldenberg und hatte mit ihr folgende Kinder:
- Hoyer I., Graf von Sternberg (1282), urkundlich 1252 bis 1299, († (um 1303)); ⚭ () Agnes zur Lippe, urkundlich 1266 bis 1307
- Heinrich II., Domherr zu Paderborn (1266), Dompropst zu Paderborn (1281–1284), urkundlich 1261 bis 1284, († (nach 1299))